# Anete Šteinberga
 Anete Šteinberga est une joueuse lettone de basket-ball née le 29 janvier 1990 à Ogre (Lettonie).

## Biographie
Après avoir accompli un cursus NCAA avec les Miners de l'UTEP, elle signe son premier contrat professionnel en 2013 avec les Castors Braine.
En juin 2022, après une saison réussi en Turquie, elle signe en France à Bourges.

## Palmarès
- Médaille de bronze Euro U20 2009 et 2010
- Championne de République tchèque 2016 et 2017
- Championne de Belgique 2014, 2015 et 2018
- Coupe de Belgique 2014 et 2015
- Championne de Lettonie 2007 et 2008[1]